# Preliminares

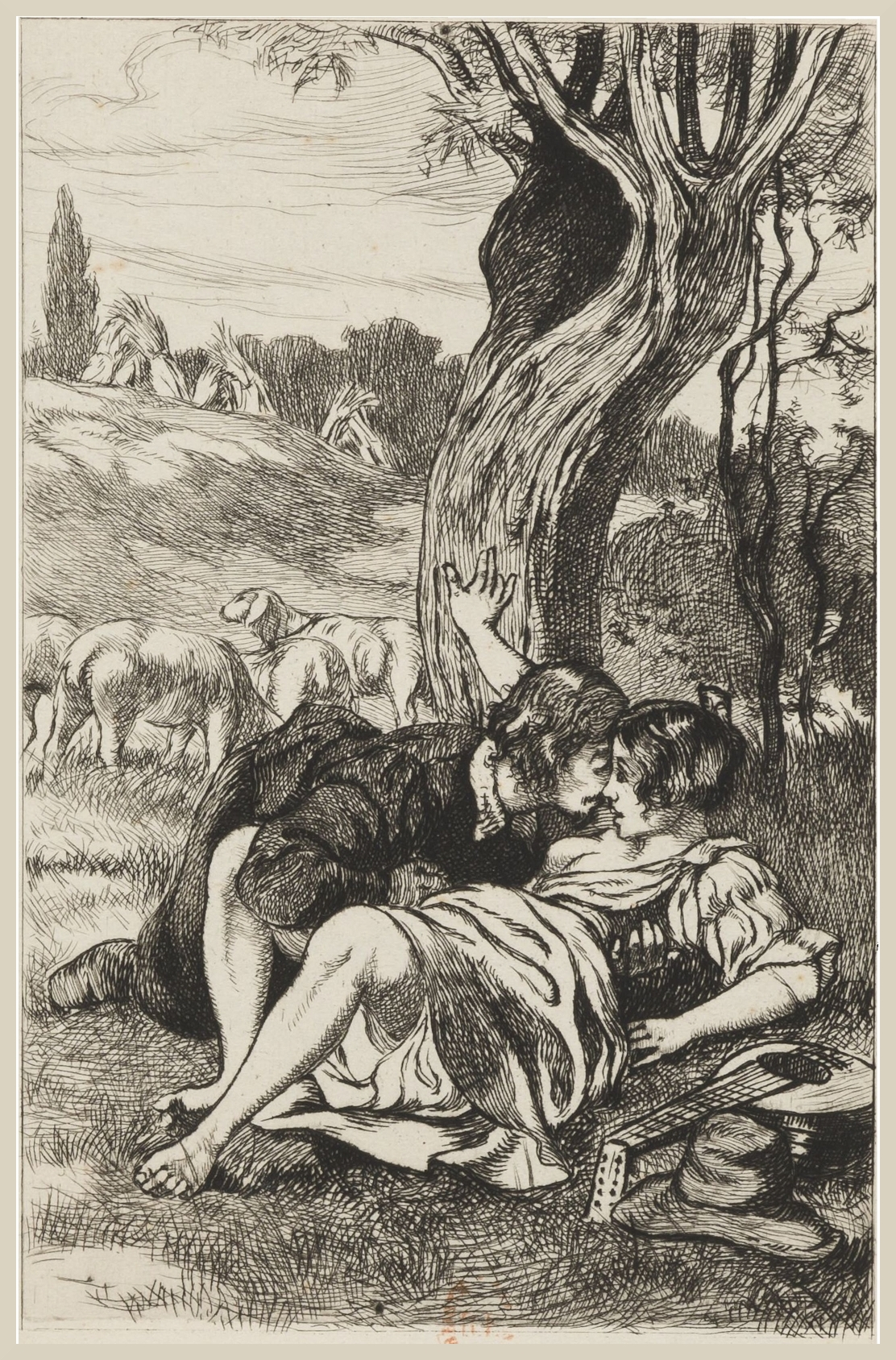
A impressão de Martin van Maële, Francion 15, mostra um casal envolvido em preliminares ao ar livre

Na relação sexual humana, preliminares são jogos de intimidades psicológicas e de atos corporais entre duas ou mais pessoas que promovem o aumento da excitação sexual entre os parceiros.
Entre os sexos, nas relações heterossexuais, há diferenças de comportamento no ato sexual, a mulher valoriza mais o afeto, o carinho, o tempo junto com o parceiro, assim sendo, as preliminares e em dar prazer ao parceiro, enquanto para o homem o foco principal é o próprio prazer, que está vinculado à confirmação de seu bom desempenho.
As preliminares, numa visão reducionista, ocorrem antes do ato sexual, ou de um outro ato, com o intuito de permitir que se alcance uma satisfação sexual mútua ou o orgasmo, supervalorizando a relação sexual em detrimento das preliminares, quando poderia ser genitalizada, se constituindo parte do ato sexual. Geralmente a duração das relações sexuais aumentam com um prolongamento das preliminares.

## Função e efeitos

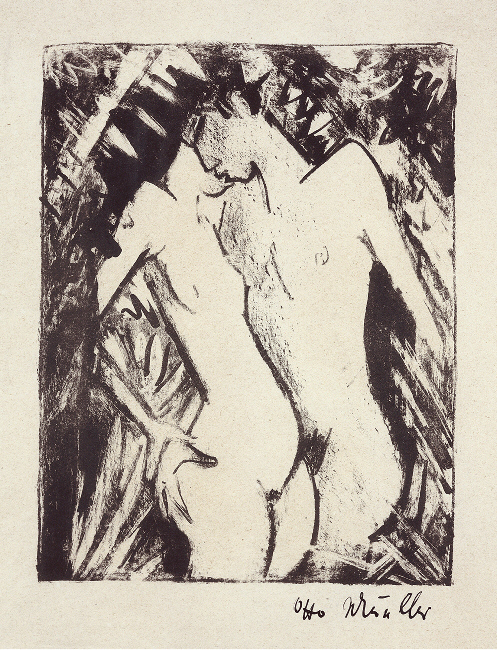
Desenho de Otto Mueller

Psicologicamente, as preliminares diminuem a inibição e aumentam o conforto emocional dos parceiros. Fisicamente, as preliminares estimulam o processo de ereção nos homens, permitindo que ocorra a penetração num canal. Nas mulheres, elas ajudam no processo que leva à ereção do clitoris e promove o relaxamento, a expansão e a lubrificação vaginal, permitindo que a penetração seja feita de forma confortável. Entre os homens e mulheres, as preliminares são consideradas as precursoras dos orgasmos, mas não necessariamente as precursoras da preparação para a penetração, pois pode preceder a uma atividade sexual sem penetração e que culmine num orgasmo.
As preliminares envolvem diversas formas:
- Carícias e beijos
- Estímulo principalmente das zonas erógenas.
- Massagem para promover o relaxamento e a descontração corporal.
- Jogos sensuais, como assuntos de conotação sensuais e danças.
- Jogos sexuais, como striptease e fantasias com conteúdo erótico.
- Masturbação, como forma de estímulo erótico.
- Sexo oral, como forma de estímulo erótico, principalmente quando acompanhado de carícias a outras regiões do corpo.

## Ausência ou preliminares inadequadas

A maioria das mulheres precisam de um período maior de estimulação para terem um orgasmo, não o tendo se desiludem com a objetividade sexual do homem.

A ausência ou a realização de preliminares inadequadas pode gerar prejuízos para o desempenho sexual, podendo promover disfunção sexuais como vaginismo, dispareunia, ejaculação precoce e anorgasmia, por conseqüentemente gerar frustração e uma insatisfação com o ato sexual ou o parceiro.
Na cultura das sociedades ocidentais o sexo é geralmente praticado de forma mecânica, rotineira, sem emoção, tendo como objetivo único atingir o orgasmo, o mais rápido possível. Em 75% dos casos o homem ejacula em menos de dois minutos depois de iniciar a penetração vaginal. Entretanto, a maioria das mulheres precisam de um período maior de estimulação para terem um orgasmo, não o tendo se desiludem com a objetividade sexual do homem.